# Desa Kebondalem (administrativ by i Indonesien, Jawa Timur, lat -8,47, long 114,14)
Desa Kebondalem är en administrativ by i Indonesien.   Den ligger i provinsen Jawa Timur, i den sydvästra delen av landet, 800 km öster om huvudstaden Jakarta.